# 부평북로
부평북로(富平北路)는 인천광역시 부평구 청천동에서 삼산동까지 이르는 인천광역시도로, 총 연장은 4.797 km이다. 당 도로명은 부평구 북부지역을 관통하는 도로로, 도로의 위치적 특성을 반영된 것에서 유래되었다.

## 역사
- 2009년 10월 19일 : 도로명으로 부평북로를 고시

## 주요 경유지
- 부평구
  - 청천동 - 갈산동 - 삼산동

## 접촉하는 도로
- 서달로 (직결)
- 청안로
- 마장로
- 새벌로
- 청천마차로
- 부평대로
- 갈산로
- 주부토로
- 장제로
- 충선로
- 후정동로
- 대보로
- 영성서로
- 영성중로
- 영성동로

## 도로 구조물
- 부평 나들목 (부평대로와 합류하는 지점)